# Francesco Arcudio
Francesco Arcudio, CR (1589 – 7 de outubro de 1641) foi um prelado católico romano que serviu como bispo de Nusco (1639–1641).

## Biografia
Francesco Arcudio nasceu em Soliso, na Itália, e foi ordenado sacerdote na Congregação dos Clérigos Regulares da Divina Providência. No dia 19 de dezembro de 1639, foi nomeado pelo Papa Urbano VIII como Bispo de Nusco. A 25 de dezembro de 1639, foi consagrado bispo por Alessandro Cesarini, cardeal-diácono de Sant'Eustachio, com Marcantonio Bragadin (cardeal), bispo de Vicenza, e Giovanni Battista Scanaroli, bispo titular de Sidon, servindo como co-consagradores. Serviu como Bispo de Nusco até à sua morte a 7 de outubro de 1641.